# أوزوالد فيرنر
أوزوالد فيرنر هو لغوي سلوفاكي، ولد في 26 فبراير 1928 في ريمافسكا سوبوتا في سلوفاكيا.